# 鲁边·马尔卡良
鲁边·安巴尔楚莫维奇·马尔卡良（俄语：Рубен Амбарцумович Маркарян；1896年—1956年5月16日）亚美尼亚人，主持阿塞拜疆大清洗的领导人之一，亚美尼亚苏维埃社会主义共和国内务部委员，1953年贝利亚被捕后，被免职逮捕，于1956年被处决。